# シャプシュ
シャプシュ (špš [šapšu]) は、ウガリット神話に登場する太陽神。女神とされる。名前の語源はバビロニア神話の太陽神・シャマシュと共通。
彼女は、天空を行き世界の全てを照覧する神であり、特に神話では物語の重要な転換点に現れて神々に助言をし、物語の進行を促す役割を演じる。
『バアルとアナト』の神話では、常にバアルの味方である数少ない神の一人である。アナトの懇願を聞き届けて殺されたバアルの体を探し出した。そしてバアルが復活してのち、バアルとの争いを続けようとしたモートに「これ以上戦うつもりならイルがあなたから王権を取り上げるだろう」と脅迫した。モートはこれに恐れをなし、自主的にバアルにも王権を認める発言をして、手を引いた。